# Muhammad Jamalul Alam I.
Muhammad Jamalul Alam I. (geb. im 18. Jahrhundert; gest. November 1804) war der 20. Sultan von Brunei von April bis November 1804. Er bestieg den Thron nach der freiwilligen Abdankung seines Vaters, Muhammad Tajuddin.
Muhammad Jamalul Alam war der Sohn von Sultan Muhammad Tajuddin und dessen erster Frau, Raja Isteri Pengiran Anak Bulan binti Pengiran Di-Gadong Sahibul Mal Pengiran Anak Abdul. Er heiratete seine erste Halb-Cousine, Raja Isteri Pengiran Anak Nuralam binti Sultan Muhammad Kanzul Alam. Mit ihr hatte er den Sohn Omar Ali Saifuddin, den späteren Sultan, sowie eine Prinzessin, Pengiran Anak Putri, die mit Abdul Momin verheiratet wurde, dem 24. Sultan von Brunei. Mit seiner zweiten Frau Ampuan Mariam hatte er den Sohn Pengiran Di-Gadong Sahibul Mal Pengiran Anak Muhammad Tajuddin.
Muhammad Jamalul Alam I. starb bereits im November 1804 nach einer kurzen Herrschaftszeit von sieben Monaten. Er wurde in der Kubah Makam Di Raja, Bandar Seri Begawan, beigesetzt. Sein Vater, Muhammad Tajuddin, folgte nochmals als Herrscher auf den Thron, da der Erbe, Omar Ali Saifuddin II., zu dieser Zeit noch nicht volljährig war.